# Cutandia
Cutandia Willk. é um género botânico pertencente à família Poaceae, subfamília Pooideae, tribo Poeae.
Suas espécies ocorrem na Europa, África, Ásia e América do Norte.

## Espécies
- Cutandia dichotoma  (Forsk.) Trab.
- Cutandia divaricata  Benth.
- Cutandia incrassata  (Salzm.ex Loisel.) Battandier & Trabut
- Cutandia lanceolata  Benth.
- Cutandia maritima  (L.) K.Richt.
- Cutandia memphitica  Benth.
- Cutandia philistaea  Benth.
- Cutandia rigescens  (Grossh.) Tsvelev
- Cutandia scleropoides  Willk.
- Cutandia stenostachya  (Boiss.) C.A.Stace